# Spuleria
Spuleria is een geslacht van vlinders van de familie grasmineermotten (Elachistidae).

## Soorten
- S. flavicaput

Geelkopmot (Haworth, 1828)